# Rio Galbenu (Vâja)
O Rio Galbenu é um rio da Romênia, afluente do Vâja, localizado no distrito de Gorj.